# Felipe Nunes
Felipe de Araujo Nunes (Porto Alegre, 2 marzo 1981) è un ex calciatore brasiliano, di ruolo attaccante.

## Carriera
In carriera ha giocato 7 partite di qualificazione alle coppe europee, di cui 2 per la Champions League e 5 per l'Europa League.